# Liste der Straßen und Plätze in Sporbitz

Lage der Gemarkung Sporbitz in Dresden

Die Liste der Straßen und Plätze in Sporbitz beschreibt das Straßensystem in der Dresdner Gemarkung Sporbitz mit den entsprechenden historischen Bezügen. Aufgeführt sind Straßen, die im Gebiet der Gemarkung Sporbitz liegen.
Sporbitz gehört zum Stadtbezirk Leuben in der sächsischen Landeshauptstadt Dresden gehört. Wichtigste Straße ist die Pirnaer Landstraße, sie verläuft von Nordwesten nach Südosten in die benachbarte Stadt Heidenau. Die denkmalgeschützten Gebäude sind in der Liste der Kulturdenkmale in Sporbitz aufgeführt.

## Legende
Die nachfolgende Tabelle gibt eine Übersicht über die vorhandenen Straßen und Plätze im Ortsteil sowie einige dazugehörige Informationen. Im Einzelnen sind dies:
- Name/Lage: Aktuelle Bezeichnung der Straße oder des Platzes sowie unter ‚Lage‘ ein Koordinatenlink, über den die Straße oder der Platz auf verschiedenen Kartendiensten angezeigt werden kann. Die Geoposition gibt dabei ungefähr die Mitte der Straße an.
- Länge/Maße in Metern: Die in der Übersicht enthaltenen Längenangaben sind nach mathematischen Regeln auf- oder abgerundete Übersichtswerte, die in Google Earth mit dem dortigen Maßstab ermittelt wurden. Sie dienen eher Vergleichszwecken und werden, sofern amtliche Werte bekannt sind, ausgetauscht und gesondert gekennzeichnet. Bei Plätzen sind die Maße in der Form a × b dargestellt. Der Zusatz ‚im Stadtteil‘ bzw. ‚im Ortsteil‘ gibt an, wie lang die Straße innerhalb des Stadt-/Ortsteils ist, sofern sie durch mehrere Stadt-/Ortsteile verläuft.
- Namensherkunft: Ursprung oder Bezug des Namens.
- Jahr der Benennung: Zeitpunkt, zu dem die Straße ihren heute gültigen Namen erhielt (sofern bekannt).
- Anmerkungen: Weitere Informationen bezüglich anliegender Institutionen, der Geschichte der Straße, historischer Bezeichnungen, Baudenkmalen usw.
- Bild: Foto der Straße.

## Straßenverzeichnis
| Name/Lage                   | Länge/Maße             | Namensherkunft                                                  | Jahr der Benennung | Anmerkungen | Bild |
| --------------------------- | ---------------------- | --------------------------------------------------------------- | ------------------ | --- | ---- |
| Altsporbitz Lage            | 170                    | Sporbitzer Dorfkern                                             |                    | Sackgasse im alten Sporbitzer Dorfkern; vier denkmalgeschützte Bauernhäuser |      |
| Am Lockwitzbach Lage        | 450 m (im Stadtteil)   | Lockwitzbach                                                    |                    | quert die Pirnaer Landstraße, führt nach Meußlitz |      |
| Am Lugaer Graben Lage       | 430 m (im Stadtteil)   | Lugaer Graben                                                   |                    | führt von der Pirnaer Landstraße nach Großluga |      |
| Am Werk Lage                | 130                    | Betonwerk                                                       |                    | führt westlich von der Pirnaer Landstraße weg |      |
| An der Schule Lage          | 110                    | Sporbitzer Schule                                               |                    | führt südwestlich von der Pirnaer Landstraße weg; Schule ist denkmalgeschützt |      |
| Fritz-Schreiter-Straße Lage | 600                    | Fritz Schreiter (1892–1944), Antifaschist                       |                    | Gedenkstein an Schreiter und weitere Antifaschisten; neben Wohnhäusern Industrieanlagen des ehemaligen VEB Mühlenbau beziehungsweise des Betonwerkes Sporbitz; verbindet Dorfkern mit Haltepunkt Zschachwitz der S-Bahn Dresden |      |
| Kameradenweg Lage           | 380                    | Namensgebung, um Gemeinschaftsgefühl der Arbeiter zu stärken    | 1935               | Erschließungsstraße für Wohnsiedlung der nahegelegenen Industriegebiete |      |
| Pirnaer Landstraße Lage     | 1.160 m (im Stadtteil) | Pirna                                                           |                    | führt von Großzschachwitz durch Sporbitz zur Stadtgrenze; ein denkmalgeschütztes Bauerngehöft |      |
| Sporbitzer Ring Lage        | 750                    | Ringstraße                                                      |                    | Ringstraße südwestlich der Pirnaer Landstraße; bildet Stadtgrenze |      |
| Struppener Straße Lage      | 170 m (im Stadtteil)   | Struppen                                                        |                    | führt von der Pirnaer Landstraße nach Meußlitz |      |
| Walter-Peters-Straße Lage   | 110                    | Walter Peters (1944 ermordet), Maschinenführer und Antifaschist |                    | Wohnhäuser entstanden in den 1920er-Jahren |      |